# RGT-Regel
Die RGT-Regel (Reaktionsgeschwindigkeit-Temperatur-Regel, auch van-’t-Hoff’sche Regel) ist eine Faustregel der chemischen Kinetik und erlaubt die Abschätzung vieler Phänomene der Chemie, Biochemie und Ökologie. Sie besagt, dass chemische Reaktionen bei einer um 10 K (das entspricht 10 °C) erhöhten Temperatur ungefähr doppelt bis viermal so schnell ablaufen. Die RGT-Regel wurde 1884 von dem niederländischen Chemiker Jacobus Henricus van ’t Hoff aufgestellt und 1889 von Svante Arrhenius zur Arrhenius-Gleichung ausgebaut.

## Beispiel
Die Arrhenius-Gleichung lautet:
{\displaystyle k=A\cdot \exp \left({\frac {-E_{\text{A}}}{RT}}\right)}
Betrachtet man eine chemische Reaktion mit einer Aktivierungsenergie von EA = 60 kJ·mol−1 zwischen 27 °C und 37 °C, d. h. zwischen {\displaystyle T_{1}=300\;{\text{K}}} und {\displaystyle T_{2}=310\;{\text{K}}}, so gilt für die Reaktionsgeschwindigkeitskonstanten:
{\displaystyle k_{1}=A\cdot \exp \left({\frac {-E_{\text{A}}}{RT_{1}}}\right)}  und  {\displaystyle k_{2}=A\cdot \exp \left({\frac {-E_{\text{A}}}{RT_{2}}}\right)}.
Dabei bezeichnen {\displaystyle k_{1}} und {\displaystyle k_{2}} die jeweilige Reaktionsgeschwindigkeitskonstanten bei der Temperatur {\displaystyle T_{1}} bzw. {\displaystyle T_{2}}.
Nach der RGT-Regel sollte das Verhältnis der Reaktionsgeschwindigkeiten {\displaystyle k_{2}/k_{1}}ungefähr den Faktor 2 bis 4 ergeben. Man beachte, dass sich der Berechnung der Koeffizient {\displaystyle A} herauskürzt:
{\displaystyle {\frac {k_{2}}{k_{1}}}={\frac {A\cdot \exp \left({\frac {-E_{\text{A}}}{RT_{2}}}\right)}{A\cdot \exp \left({\frac {-E_{\text{A}}}{RT_{1}}}\right)}}={\frac {\exp \left({\frac {-E_{\text{A}}}{RT_{2}}}\right)}{\exp \left({\frac {-E_{\text{A}}}{RT_{1}}}\right)}}=\exp {\left({\frac {-E_{\text{A}}}{RT_{2}}}-{\frac {-E_{\text{A}}}{RT_{1}}}\right)}=\exp \left[{{\frac {-E_{\text{A}}}{R}}\left({\frac {1}{T_{2}}}-{\frac {1}{T_{1}}}\right)}\right]=\exp \left[{{\frac {E_{\text{A}}}{R}}\left({\frac {1}{T_{1}}}-{\frac {1}{T_{2}}}\right)}\right]}
Das Einsetzen der Zahlenwerte bestätigt die RGT-Regel: nämlich eine (ungefähre) Verdopplung der Reaktionsgeschwindigkeit bei einer Temperaturerhöhung um 10 K.
{\displaystyle {\frac {k_{2}}{k_{1}}}=\exp {\left[{\frac {60000\;\mathrm {\frac {J}{mol}} }{8{,}314\;\mathrm {\frac {J}{mol\cdot K}} }}\left({\frac {1}{300\;\mathrm {K} }}-{\frac {1}{310\;\mathrm {K} }}\right)\right]}=2{,}17\ldots \approx 2}
Der Faktor, um den die Reaktionsgeschwindigkeit konkret steigt, wenn die Temperatur um 10 K erhöht wird, heißt {\displaystyle Q_{10}}-Wert:
{\displaystyle Q_{10}=\left({\frac {k_{2}}{k_{1}}}\right)^{\frac {10\,\mathrm {K} }{T_{2}-T_{1}}}}
Bei größeren Temperaturdifferenzen wird die RGT-Regel zunehmend ungenau und gilt hier deswegen im Allgemeinen nicht mehr.